# Popgruewo
Popgruewo (bułg. Попгруево) – wieś w Bułgarii, w obwodzie Dobricz, w gminie Terweł. Według danych szacunkowych Ujednoliconego Systemu Ewidencji Ludności oraz Usług Administracyjnych dla Ludności, 15 grudnia 2018 roku miejscowość liczyła 665 mieszkańców.

## Osoby związane z miejscowością
- Aleksi Iwanow – bułgarski polityk, weteran II wojny światowej